# Michele Bravi
Michele Bravi (19 decembrie 1994

, Città di Castello, Italia) este un cântăreț Italian.

## Discografie

### Single-uri
- 2013 - La vita e la felicità[3][4]
- 2014 - Sotto una buona stella

### Videoclipuri musicale
- 2013 - La vita e la felicità
- 2014 - Sotto una buona stell